# 碧翠灰蝶
碧翠灰蝶（学名：Chrysozephyrus esakii），又名鐵椆金灰蝶、江崎綠小灰蝶、太平山綠小灰蝶、江崎綠灰蝶，为灰蝶科翠灰蝶屬下的一个种。其種名是來自日本昆蟲學家江崎悌三。
本種學名為紀念日籍鱗翅目專家江崎悌三博士（Sonan, 1940）。因esakii被視為與Zephyrus smaragdinus f. esakii Umeno異物同名，Sonan於1941年提出替代名teisoi。然而，根據國際動物命名法規第59.3條規定，1961年前的此類異物同名替代無效，因此esakii依舊適用。

## 辨識特徵

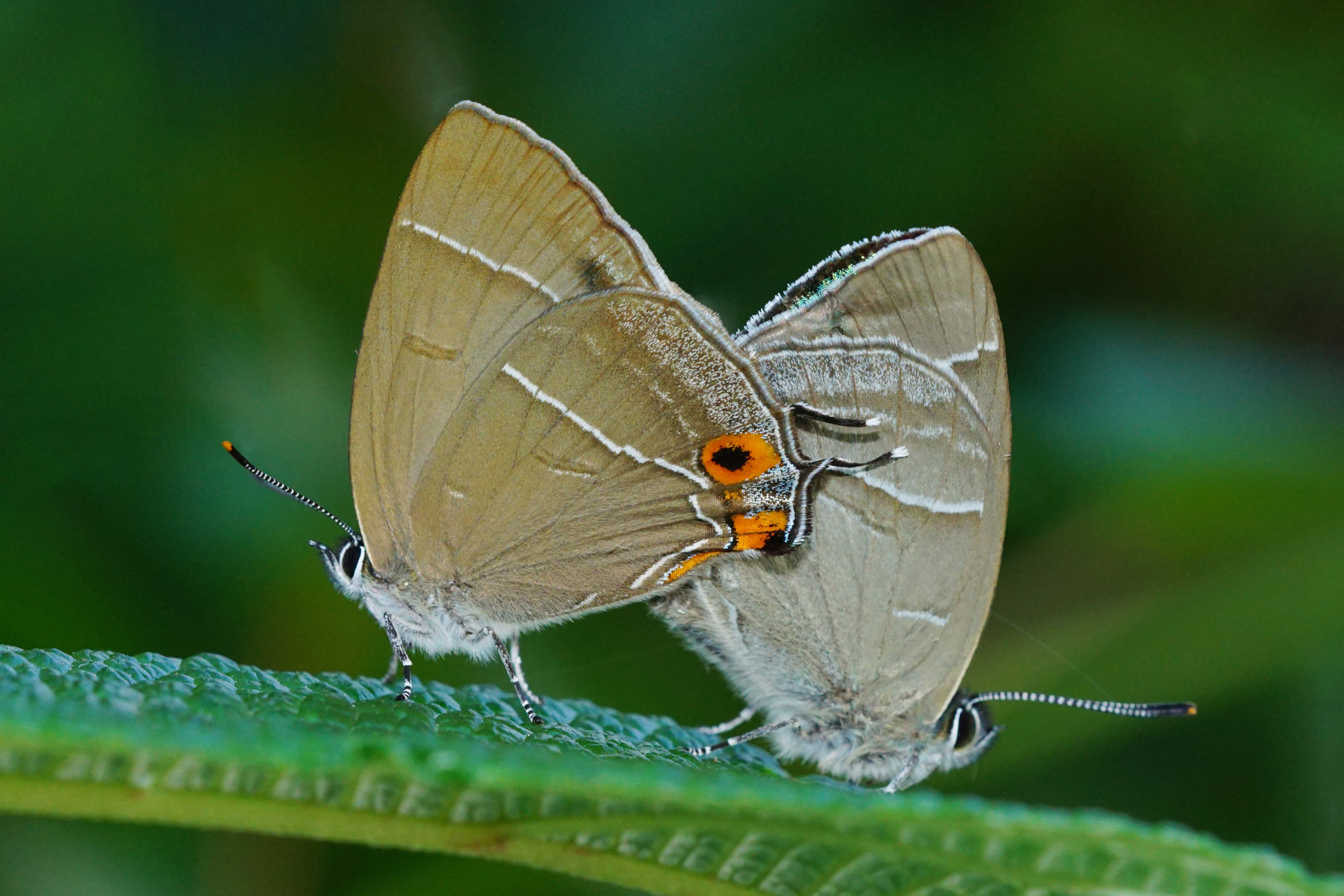
交尾中的碧翠灰蝶（左雌右雄）

翼展約 3 至 4 公分，腹部呈淺灰褐色，後翅邊緣各具一條細長的黑色帶狀尾突。雄蝶翅面呈青綠色（也有個體呈黃綠色或藍綠色）且帶有強烈金屬光，外緣、前緣及後翅內緣呈灰黑色；雌蝶翅面大致呈淺棕色，翅面橫脈呈灰褐色且均有灰白色縱紋併列（有灰黑色底紋），緣毛白色。

## 分佈
分布於臺灣本島中至高海拔山區，中國大陸南部及越南北部等地亦有分布。

## 棲地
棲息於常綠闊葉林，一年一世代，成蝶於夏季出現。幼蟲以殼斗科櫟屬植物如青剛櫟、狹葉櫟、錐果櫟、毽子櫟、森氏櫟及栓皮櫟等新芽為食，冬季以卵態過冬，產於寄主植物休眠芽基部附近。

## 扩展阅读
- 維基物種上的相關：碧翠灰蝶